# 菅沼定用
菅沼 定用（すがぬま さだもち）は、江戸時代中期の交代寄合。三河国新城領3代領主。

## 経歴
菅沼定易の子として生まれ、元文元年（1736年）4月27日に家督を継ぐ。元文2年（1737年）11月21日に大番頭となり、12月16日に従五位下織部正に叙任される。延享3年（1746年）3月1日に伏見奉行となり、宝暦元年（1751年）10月15日に側衆となる。宝暦10年（1760年）4月1日より二ノ丸に勤め、宝暦11年（1761年）将軍徳川家重の死去により役を解かれる。宝暦12年（1762年）11月1日、再び側衆となり、徳川家基の附属となった。明和2年（1765年）11月15日に駿府城代となり、明和5年（1768年）2月21日、駿府において68歳で死去。

## 系譜
- 父：菅沼定易
- 母：松平忠継の娘
- 正室：戸田光規の娘 - 松平光慈養妹
- 長女：酒井忠順室
- 次女：本堂親房室 - 松平忠名養女
- 長男：菅沼定庸
- 三女：奥田高甫室
- 次男：菅沼定冬
- 四女：菅沼定寛室
- 三男：菅沼定候 - 菅沼定辰の養子
- 五女：戸田光稟室
- 六女：伊東祐程室